# 长沙市中级人民法院
长沙市中级人民法院是中华人民共和国湖南省长沙市的中级人民法院。

## 概述
长沙市中级人民法院设有25个机构，其中审判执行部门15个（含研究室、审管办），非审判执行部门10个：
- 办公室
- 政治部
- 立案一庭
- 立案二庭
- 刑事第一庭
- 刑事第二庭
- 民事第一庭
- 民事第二庭
- 民事第三庭
- 行政审判庭
- 审判监督庭
- 执行局
- 执行裁判监督庭
- 研究室
- 司法警察支队
- 司法技术处
- 行政装备处
- 纪检组
- 机关党委
- 机关党委

## 历任院长
| 年份   | 就任日期   | 卸任日期   | 备注  |
| ------ | ---------- | ---------- | ----- |
| 邓煌辉 | 1955年4月  | 1960年3月  |       |
| 高振范 | 1960年12月 | 1968年1月  |       |
| 童育忠 | 1973年7月  | 1978年11月 |       |
| 冯金生 | 1980年1月  | 1988年2月  |       |
| 任祖武 | 1988年2月  | 1998年1月  |       |
| 杨志德 | 1998年1月  | 2003年1月  |       |
| 何文炯 | 2003年1月  | 2008年1月  |       |
| 罗衡宁 | 2008年1月  | 2017年1月  |       |
| 肖新平 | 2017年1月  | 2022年1月  | [ 1 ] |
| 李立新 | 2022年1月  |            | [ 2 ] |